# Setophaga vitellina
Setophaga vitellina é uma espécie de ave da família Parulidae.
Pode ser encontrada nos seguintes países: Ilhas Cayman e Honduras.
Os seus habitats naturais são: florestas secas tropicais ou subtropicais , matagal árido tropical ou subtropical e áreas urbanas.
Está ameaçada por perda de habitat.